# Christopher Heinrich von Kursell

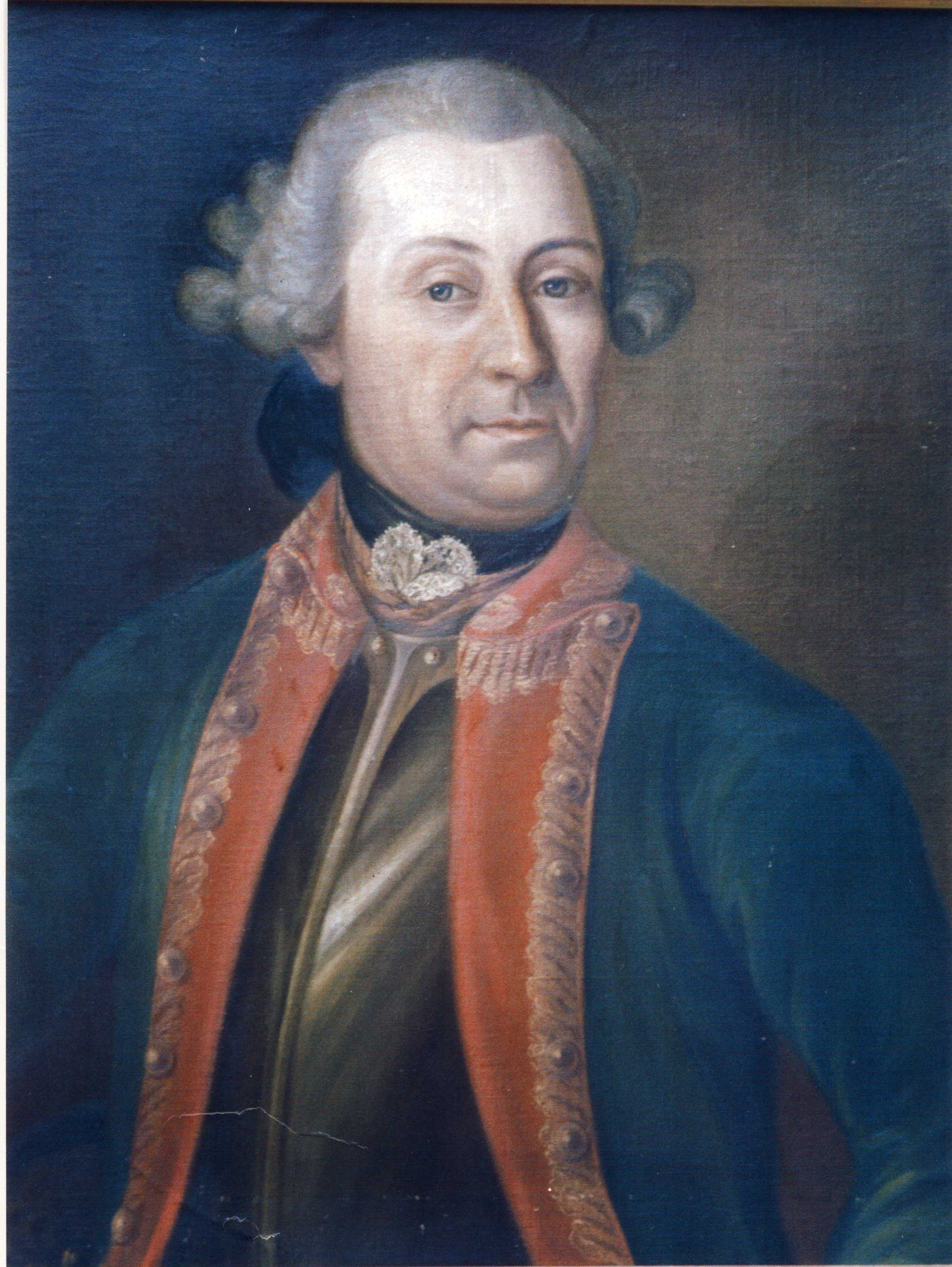
Christoph Heinrich von Kursell

Christoph Heinrich von Kursell der Spandauer (* 29. November 1722; † 5. Dezember 1795 in Hapsal) war Herr auf Ocht, preußischer Leutnant und russischer Generalleutnant.

## Leben
Christoph Heinrich von Kursell war in Estland auf Ocht begütert. Er stammte aus der deutsch-baltischen Familie Kursell. Seine Eltern waren Christopher Engelbrecht von Kursell (1685–1756) und Gertrude Helene von Tiesenhausen († 1742). Am 12. März 1764 heiratete in Reval Anna Lunetta von Essen († 1772).
Zunächst stand er als Garde-Fähnrich, dann als Leutnant im Dienst Friedrichs II. von Preußen, suchte als russischer Untertan im Jahre 1749, zu Beginn des Siebenjährigen Krieges zwischen Preußen und Russland, um Abschied nach, der ihm nicht gewährt wurde. Daraufhin desertierte er und wurde gefangen genommen. Eine Begnadigung durch Friedrich II. lehnte er ab. Nach 13 Jahren Haft in der Feste Spandau wurde er 1762 von Zarin Katherina II. gegen andere Gefangene ausgetauscht. 1763 wurde er zum Oberst, 1770 zum General der kaiserlich-russischen Armee ernannt und als Generalleutnant verabschiedet.